# Berislav Rončević
Berislav Rončević, hrvaški politik, * 23. junij 1960, Borovik.
Bil je minister za obrambo Republike Hrvaške (2003-2008) in minister za notranje zadeve Republike Hrvaške (2008).
Oktobra 2009 je USKOK vložil obtožnico proti Rončeviću zaradi nepravilnosti pri nabavi tovornjakov za OSRH.
Decembra 2010 je bil Rončević nepravnomočno obsojen na štiri leta zapora.